# Правдинська сільська рада (Білозерський район)
Пра́вдинська сільська́ ра́да — адміністративно-територіальна одиниця та орган місцевого самоврядування в Білозерському районі Херсонської області. Адміністративний центр — село Правдине.

## Загальні відомості
- Територія ради: 4,278 км²
- Населення ради: 2 349 осіб (станом на 2001 рік)

## Населені пункти
Сільській раді підпорядковані населені пункти:
- с. Правдине
- с. Таврійське
- с. Нова Зоря

## Склад ради
Рада складається з 20 депутатів та голови.
- Голова ради: Шевченко Любов Василівна
- Секретар ради: Костильова Ольга Борисівна

### Керівний склад попередніх скликань
| Прізвище, ім'я, по батькові | Основні відомості                                                               | Дата обрання | Дата звільнення |
| --------------------------- | ------------------------------------------------------------------------------- | ------------ | --------------- |
| Шевченко Любов Василівна    | Сільський голова, 1955 року народження, освіта середня спеціальна               | 26.03.2006   | 31.10.2010      |
| Шевченко Любов Василівна    | Сільський голова, 1955 року народження, освіта середня спеціальна, позапартійна | 31.10.2010   |                 |

Примітка: таблиця складена за даними сайту Верховної Ради України

### Депутати
За результатами місцевих виборів 2010 року депутатами ради стали:

#### За суб'єктами висування
| Суб'єкт висування           | Кількість обраних депутатів | %  |
| --------------------------- | --------------------------- | -- |
| Самовисування               | 14                          | 70 |
| Комуністична партія України | 6                           | 30 |

#### За округами
| № округу                    | Прізвище, ім'я, по батькові     | Дата визнання обраним | Освіта  | Партійна приналежність            | Відомості про обраного депутата                                           |
| --------------------------- | ------------------------------- | --------------------- | ------- | --------------------------------- | ------------------------------------------------------------------------- |
| Комуністична партія України |                                 |                       |         |                                   |                                                                           |
| 1                           | Томінчук Галина Іванівна        | 02.11.2010            | середня | член Комуністичної партії України | пенсіонер                                                                 |
| 13                          | Чистякова Алла Олександрівна    | 02.11.2010            | середня | член Комуністичної партії України | тимчасово не працює                                                       |
| 15                          | Дуднік Антоніна Михайлівна      | 02.11.2010            | вища    | позапартійна                      | Кіровська загальноосвітня школа, заступник директора з навчальної частини |
| 17                          | Баранов Віктор Петрович         | 02.11.2010            | вища    | член Комуністичної партії України | тимчасово не працює                                                       |
| 19                          | Хачатрян Камо Тигранович        | 02.11.2010            | середня | член Комуністичної партії України | тимчасово не працює                                                       |
| 20                          | Прокопович Ірина Йосипівна      | 02.11.2010            | середня | член Комуністичної партії України | тимчасово не працює                                                       |
| Самовисування               |                                 |                       |         |                                   |                                                                           |
| 2                           | Банішевська Світлана Василівна  | 02.11.2010            | середня | позапартійна                      | Правдинське відділення зв'язку, листоноша                                 |
| 3                           | Сачковська Оксана Василівна     | 02.11.2010            | середня | позапартійна                      | Правдинська загальноосвітня школа, технічний працівник                    |
| 4                           | Петришина Людмила Михайлівна    | 02.11.2010            | вища    | позапартійна                      | Правдинський ясла-садок, вихователь                                       |
| 5                           | Костильова Ольга Борисівна      | 02.11.2010            | вища    | позапартійна                      | Правдинська сільська рада, секретар                                       |
| 6                           | Катихіна Наталія Володимирівна  | 02.11.2010            | середня | позапартійна                      | фермерське господарство «Таврія», бухгалтер                               |
| 7                           | Яворська Ольга Миколаївна       | 02.11.2010            | вища    | позапартійна                      | Правдинська загальноосвітня школа, медпрацівник                           |
| 8                           | Шевченко Вікторія Вікторівна    | 02.11.2010            | середня | позапартійна                      | Правдинська загальноосвітня школа, кухар                                  |
| 9                           | Уродливнць Олександр Іванович   | 02.11.2010            | вища    | позапартійний                     | ТОВ «Викол-Экспо», агроном                                                |
| 10                          | Поліщук Олександр Володимирович | 02.11.2010            | середня | позапартійний                     | тимчасово не працює                                                       |
| 11                          | Раєвська Марія Михайлівна       | 02.11.2010            | вища    | позапартійна                      | Правдинський фельдшерсько-акушерський пункт, завідувачка                  |
| 12                          | Малихіна Ольга Дмитрівна        | 10.01.2011            | середня | позапартійна                      | тимчасово не працює                                                       |
| 14                          | Джижевська Надія Дмитрівна      | 02.11.2010            | середня | член Комуністичної партії України | приватний підприємець                                                     |
| 16                          | Бадалян Юрік Георгійович        | 02.11.2010            | середня | позапартійний                     | МГЗ м. Миколаїв, слюсар                                                   |
| 18                          | Петросян Любов Василівна        | 02.11.2010            | вища    | позапартійна                      | Кіровський сільський клуб, завідувачка                                    |

## Населення
Згідно з переписом УРСР 1989 року чисельність наявного населення сільської ради становила 2250 осіб, з яких 1122 чоловіки та 1128 жінок.
За переписом населення України 2001 року в сільській раді мешкало 2336 осіб.

### Мова
Розподіл населення за рідною мовою за даними перепису 2001 року:
| Мова       | Відсоток |
| ---------- | -------- |
| українська | 92,46 %  |
| російська  | 4,56 %   |
| вірменська | 2,17 %   |
| молдовська | 0,64 %   |
| білоруська | 0,04 %   |